# HWM 51
O  HWM 51 é o modelo com o qual a HWM disputou a Temporada de Fórmula 1 de 1951.
1. ↑  https://www.statsf1.com/pt/hwm-51.aspx